# 수사법

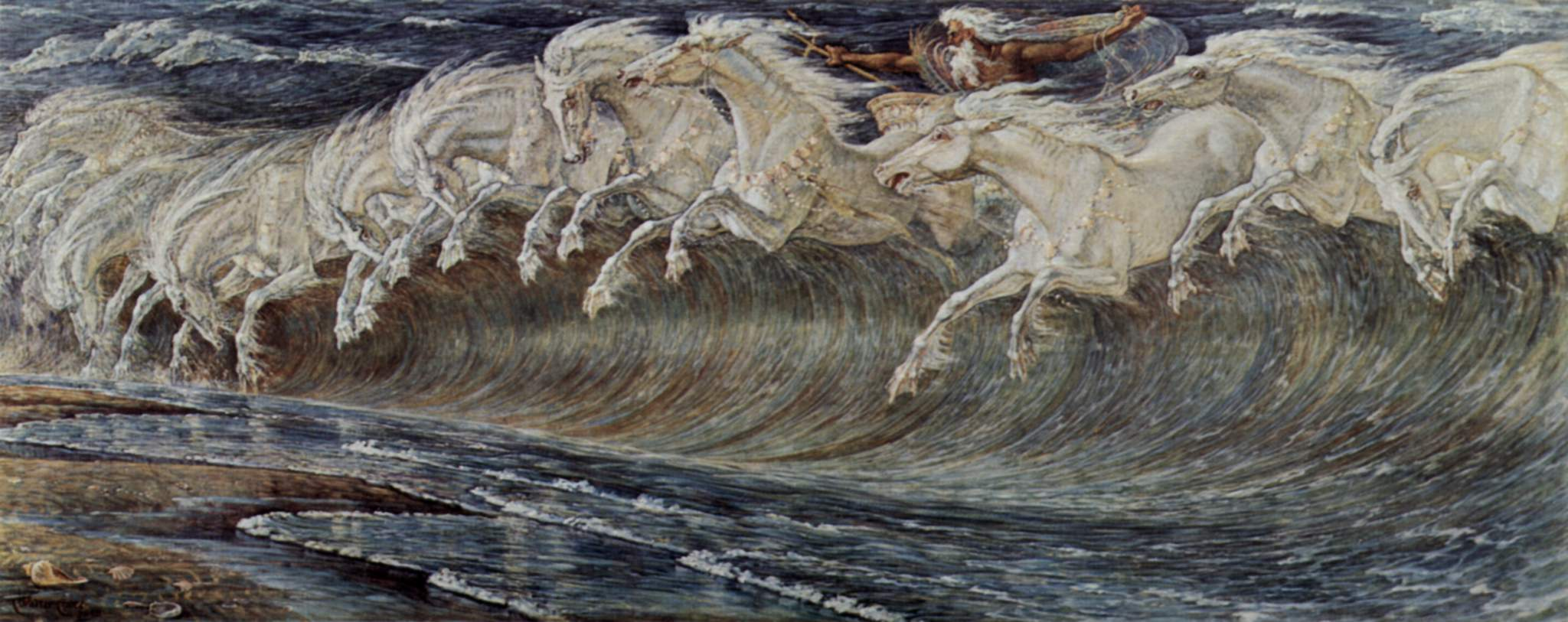

수사법(修辭法, 영어: figure of speech, rhetorical figure, 프랑스어: figure de style)은 문장이나 연설 등에 풍부한 표현을 주기 위한 일련의 기법이다. 영어의 'figure of speech'나 프랑스어의 'figure de style' 등에서 번역된 현대어적 표현으로, 공자는 좌전에서 문채 (文彩)라고 했으며 줄여 채 (彩) 등으로 불렸다.

## 개설
수사 기법은 고대 그리스, 로마 시대부터 학문적인 대상으로 다루어지고 있어 수사학 (리토릭, Rhetoric)이라는 학문 영역이 되고 있다.
서양의 고전 수사학자 등에 의해서 Scheme (배열을 바꾸는 것)과 Trope (전의법, 비유)으로 대별되었다.

## 분류
서양의 고전 수사학자들은 수사 기법을 크게 다음 2가지로 분류했다.
- Scheme - 말의 패턴 (배열)을 통상의 패턴, 혹은 예상되는 패턴으로부터 다른 곳으로 돌리는 수사 기법.
- 비유 (Trope. 전의법이라고도) - 말의 일반적인 의미를 바꾸거나 수식하는 수사 기법.

그러나 르네상스기가 되면, 수사학자들은 전수사 기법의 분류에 정열을 기울여 작가들은 수사 기법의 종류·하위 분류의 종류를 넓게 확장했다. 헨리 피챔 (Henry Peacham)의 'The Garden of Eloquence' (1577년)에는 184의 수사 기법이 열거되고 있다. 그 중에서, 피챔은 분류에 대해 이하와 같이 쓰고 있다. '단순하게 하기 위해서, 이 책으로는 문채를 scheme과 비유 (trope)로 나누어 ('Figures of Disorder'가 한 것 같은) 새로운 하위 분류는 실시하지 않는다. 각 장르, 기법은 알파벳 순서에 열거한다. 각각의 항목에서는 자세한 설명과 예를 들지만, 열거할 때의 짧은 정의는 편의적인 것이다. 열거했지만 몇 개인가는, 많은 점으로 유사한 문채라고 생각될 것이다'.
상, 일본에서의 수사의 명칭은 각국 수사학자에서의 문헌에서 영, 독일, 불어나 라틴어를 각 학자등이 일역한 것이며, 명칭의 표기에 차이가 있는 것을 유의해야 한다. 또, 이하에 말하는 용례문은 일반 서적으로부터의 인용이 아니고, 기법을 문헌으로부터 저작한 다음 어디까지나 예로서 기술한 것이다 (일반 서적으로부터 인용하면, 주석으로 많은 페이지를 할애하게 되는 것으로, 문체, 역사적 가나사용법 등의 문제가 발생하기 때문).

## 비유
비유 (비유, 히유)는 글자, 어구, 문장, 문장, 사건, 작품 전체 등의 사물을, 그것과 공통항이 있는 다른 사물에 옮겨놓아 표현하는 수법이다. 독자에 대해, 비유할 수 있는 사물을 생생하게 실감시키는 효과를 가진다. 비유를 이용한 수사법을 비유법이라고 하여, 사토우 마코토부 외 저의 '리토릭 사전'에서는 직유, 은유, 비유, 제유법을 가리키고 있다.

### 직유법
직유 (명유, 얼룩 리)는 '(마치) ~와 같다'와 같이, 비유인 것을 독자에게 명시하는 비유법이다. 직유를 이용한 수사법을 직유법이라고 한다. '기원 정사의 종의 소리, 제행 무상의 서로 영향을 주어…'로 알려진 '헤이케 이야기'의 순서단은, 이 직유의 전형예이다. 일본에서는 현대에도 빈번히 이용되고는 있지만, 근현대의 서양에서는 세련된 기법이라 인식하지 않는다. 문필가·작가·시인·지식인 등의 경우 은유법을 직유법보다 빈번히 사용한다.
- 용례

갓난아기의 피부는 마치 솜사탕처럼 푹신푹신하다.
새처럼 날개가 나면 자유롭게 하늘을 날 수 있는데.
저 녀석이 없는 여름방학은 한 여름의 스키장같은 것이다.

### 은유법
은유 (은유, 은유) 로 나눌 수 있는 것은, 비유인 것이 명시되어 있지 않은 비유이다. 은유를 이용한 수사법을 은유법이라고 한다.
- 용례

밤의 휘장이 조용하게 막을 내린다.
이 추억을 잊지 않은 채, 마음의 보석상자에 숨겼다.
밤하늘에 빛나는 수많은 별들이 둘 사이에 쏟아진다.
등에서, 모두 '마치', '같다' 등의 비유를 명시하기 위한 말이 이용되지 않았다. 직유에 비해, 보다 세련된 비유라고 한다.
'초만원 상태' '경단 레이스' '머신건 토크' 등과 같이 정형구가 된 표현도 볼 수 있다.

#### 환유법
비유 (간유, 메트니미)는 표현하는 일을 그것과 관계의 깊은 부속물 등에서 대용해 표현하는 비유이다. 비유를 이용한 수사법을 환유법이라고 한다. 또 '나가다쵸'라고 국회를, '규의 문'이라고 도쿠가와 가문을 가리키는 것도 비유의 일종으로 여겨져 '상징유'로 번역되고 있다.
- 용례

'바흐를 아주 좋아하다.'
'바흐'가 바흐의 작품을 가리키고 있다
그 와인을 열어 줘.
실제 여는 것은 와인이 아니고, 와인이 들어가 있는 보틀의 마개이다.
상징유의 용례.
보르도의 빨강, 브루고니의 흰색.
여기서의 '빨강'과 '흰색'은 와인의 종류를 가리키고 있다.
펜은 검보다 강하다.
여기서의 펜은 말투나 학문을 가리켜, 검은 무력, 폭력, 전쟁 등을 가리키고 있다.

#### 제유법
제유법 (테이유, 시네크드키《Synekdoce》)은 상위 개념으로 하위 개념을 나타내거나 반대로 하위 개념으로 상위 개념에 옮겨놓는 비유를 말한다. 비유와의 차이는, 포함하는 관계에 있는지 아닌지이다. 제유법을 이용한 수사법을 제유법이라고 한다.
- 용례

완전히, 한심한 남자다.
어느 인물이 상대에게 이렇게 고했을 때, 한심한 것은 그 상대 (하위 개념) 뿐이고, 남자 전반 (상위 개념)을 가리키고 있는 것은 아니다.
돼지고기도 나쁘지 않지만, 어느 쪽일까 하면 닭을 좋아한다.
우선 새라는 상위 개념으로 닭이라는 하위 개념을 가리키고 있다. 게다가 닭이라는 상위 개념으로부터 한 층 더 하위 개념의 닭고기, 혹은 닭고기 요리를 가리키고 있다. 이와 같이 제유법은 상위, 하위의 개념이 계층화하기도 한다.
종이도 완전히 가격이 올랐으므로, 정말로 곤란하다.
회화의 상황에 의해서, 이 종이가 화장지를 가리키고 있는지, 그렇지 않으면 어떠한 메모 용지를 가리키고 있는지 모르지만, 종이라는 상위 개념으로, 하위 개념을 상기시키는 것이 되고 있다.

#### 풍유법
'풍유 (ふうゆ, 영어: Parable)는 우의에 사용되는 비록만을 제시하는 것으로, 진짜 의미를 간접적으로 추측시키는 비유를 말한다. 우언법. 우유법.
- 용례

'참새가 어찌 봉황의 뜻을 알리오'
소인물은 대인물의 마음은 모른다는 것을 새의 이야기만을 해 추측시키고 있다. 연작은 소품, 홍고는 거물이라는 공통 인식 후에 성립하는 풍유.
원숭이도 나무에서 떨어진다
나무 타기를 자랑으로 여기는 원숭이로도 나무로부터 떨어지는 것만을 나타내, 자신있는 사람이라도 실패하는 일이 있다는 의미를 추측시키는 풍유.

### 비유 표현의 복합
이러한 비유가 복합하기도 한다. 예를 들어 '오른쪽의 에이스'라는 표현은, 에이스로 일번수를 가리키는 은유, 오른쪽에서 오른손으로 던지는 투수를 나타내는 비유를 겸하고 있다. 또한, '오른쪽의 에이스'라는 말은, 야구에서 밖에 통용되지 않기 때문에, 야구라는 상위 개념 안의 하위 개념에 적합한 것부터, 이 표현 그 자체가 제유법이 되고 있다.

## 의태법
의태법 (기 싶은 편)은 표현하는 사상에 대해서, 모습을 문자로서 써 나타낸 의태어나, 의음어·의성어를 이용한 수사법이다. '누나는 싱글벙글 웃고 있었다'라는 문장에서의 '싱글벙글'이 의태어에, '개가 멍멍 운다'의 '멍멍'이 의성어에 해당한다.

### 의태어·의음어·의성어
의태어는 '모습', 의음어는 '소리', 그리고, 의성어는 '동물의 울음 소리'등을 언어화한 것이다. 사생어, 의성어, 불어로 오노마토페 (onomatopee), 혹은 영어로 오노마토포에이아 (onomatopoeia)라고도 한다. 의성어를 이용하는 것으로, 모든 것을 생생하게 표현하는 효과나, 또, 모든 것에 대해 독자가 친근감을 안는 효과 등, 다양한 효과가 태어난다. 문이 바람으로 덜컹덜컹 소리를 낸다는 의성어, 유아어에서는, 개의 울음 소리의 의성어인 멍멍과 같이, 그것이 발하는 소리를 나타내는 의성어가 그것의 명칭으로서 이용되는 경우도 있다. 의태어는 '동작·양태·감각·심리·상황' 등의 모습을 문자로서 나타내는 방법으로, 상처가 욱신욱신 아픈, 걱정이 조마조마하는 등이 예로서 들 수 있다. 또, 원래 언어가 아닌 것을 언어화하고 있기 때문에, 언어에 의해서 이러한 말은 다른 일이 있다.

## 의인법
비유 중에서도 특히, 사람이 아닌 것을 인격화해, 사람에게 비유하는 수법을 의인법이라고 한다. 그 경우, 독자에 대해, 비유되는 '사람이 아닌 것'에 대한 친함을 안게 하는 효과가 태어난다. 의인화, 의인관도 참조.
- '바다에 나와 목고 돌아가는 곳 없이' (야마구치 세이시)
- 나무는 나를 향해 손을 흔들었다.
- 바람이 나를 상냥하게 어루만졌다.

### 의물 표현
의인법과 반대로, 사람의 동작이나 모습을 물질에 비유하는 수법이 있어, 이를 '의물 표현', '결정법', '실체화' (원의는 Hypostatization《영》) 등이라고 번역하고 있다. 이하는 예문이다.
- 묵묵히 일하는 그의 모습은, 말하자면 로봇이다.
- 그녀의 웃는 얼굴이, 나에게 건강의 약이다.
- 그가 가진 강운을, 조금은 나누었으면 좋을 정도다.

### 생물 형상·무기물 형상 (의인 표현과 의물 표현의 역상관)
의인법과 대조적인 개념에 생물(동물) 형상이나 무기물 형상이 있다. 많은 문화권·언어권에서 볼 수 있는 용법이며, 이른바 의인화 이미지의 역의물화라고 해석할 수 있다.
어느 인간 이외의 생물·무기질의 물체·자연현상 등이, 그 특징이나 생태 등에서, 어느 특정의 의인 표현이 이루어지는 것이 넓게 주지되고 있는 경우에, 반대로 인간상을 그 생물·물체·자연현상 등에 비유하는 용법이다.
이 표현예로서 고래 각지에서 '그 사람은 ~와 같은 사람이다'의 '~'에 여러 가지 생물 형상·무기물 형상이 이용되고 있다.
- 개미 같은 사람 - 사회성이 있는 개미, 특별히 일해 개미의 이미지에 가령, 근면한 인물 혹은 묵묵히 스스로의 속하는 조직에 힘쓰는 사람
- 카멜레온 같은 사람 - 스스로의 외적으로부터의 공격을 찢어지기 위해, 주위의 환경에 의해서 체색을 자재로 바꾸는 카멜레온의 이미지에 가령, 자신의 주위의 상황을 찰지해 주의·주장이나 행동을 대굴대굴 바꾸는 사람, 세상살이 능숙, 경박한 사람
- 풍향계 같은 사람 - '카멜레온과 같은 사람'과 동의
- 독수리 같은 사람 - 건강한 상대는 결코 덮치지 않지만, 한번 그 상대가 쇠약해지거나 죽거나 하면, 따르고 있었던 사 그 고기를 탐내는 이미지에 비록, 사람의 약점을 이용해 자신의 이익을 탐내는 사람
- 조개 같은 사람 - 2장 조개가 딱딱하게 껍질을 닫고 있는 이미지에 가령, 쓸데 없는 입을 열지 않는 사람, 내지 품행이 딱딱하고 방어적 경향에 있는 사람
- 태양 같은 사람 - 태양계를 이루는 항성에 가령, 그 계통의 중심이 되는 사람, 따뜻한 사람

## 도치법
문장은 통상, 주어 - 목적어 - 술어의 순서로 기술되지만, 이 순서를 도치 (역전) 시켜, 목적어를 강조하는 수법.
- 나는 보물이 있는 곳을 밝혀냈다. (통상)
- 나는 밝혀냈다, 보물이 있는 곳을. (도치법)
- 보물이 있는 곳을 밝혀냈다, 나는. (주어가 도치된 표현)

## 반복법
비슷하거나 똑같은 말을 반복해 문장을 강조하는 방법이다. 연속해 반복하는 경우와 간격을 두고 반복하는 경우가 있다.
- '높고 높고, 푸르고 맑은 하늘'
- '나의 어머니여 이제 가시려 하는 나의 어머니여 이 몸을 낳아주신 어머니여' (사이토모키지)

## 동어 반복
같은 말을 두 번 이용하는 것으로, 어투를 강하게 하는 용법. 동의어 반복 (Tautology)의 역어의 하나.
예문
- 그것은 그것, 이것은 이것이다.
- 뭐 약속은 약속이다. 한 이상 지켜야지.

## 수미 동어(반조법)
다른 장면에서 완전히 같은 표현을 이용하는 수법. 예를 들어 모두에, '평화로운 아침이다'라고 적어, 권말에 '평화로운 아침이 돌아왔다' 등이라고 표현한다. 반복법의 하나이다.
다른 용례로서 동화 '모치모치의 나무' 등도 수미 동어의 좋은 예이다. 혼자서 변소에 갈 수 없는 겁쟁이인 주인공이 클라이막스에서 질풍 도토우의 용기를 쥐어짜고 있는데, 권말에서는 역시 혼자서 변소에는 갈 수 없었다고 기록되고 이야기를 잡을 수 있고 있다.

## 체언으로 끝내기
체언 (명사·명사구)으로 문장을 끝내는 것. 명사 멈추어라고도 칭한다. 단언하지 않고, 문장의 어미에 붙이는 종지형을 생략해, 체언으로 멈추고, 강조시키거나 여운을 남기는 것을 말한다. 원래는 하이쿠나 단가의 기법이었지만, 1990년대에 젊은층에서 유행했다. 그 이전부터 호시신이치를 시작으로 하는 소설가가 저작으로 활발히 이용하고 있어 (예: '나는 과학자. 실은 이…'), 이것도 영향을 주고 있을 것이다.
특히 감동을 표현하기 위해서, 예를 들면 '물이 흐른다'라는 문장의 주어·술어의 차례를 반대로 해 '흐르는 물이여'와 같이 체언으로 멈추는 말투를, 환체구라고 한다.

## 반어
실제의 주장을 의문의 형태로 쓰고 있지만, 강한 단정을 나타내는 용법. 또, 긍정의 형태로 나타내고 있지만, 강한 야유를 나타내기도 한다. 종류로서 야유법, 반어적 찬사, 반어적 기대, 반어적 완화, 반어적 부인 등이 있다.
반어의 용례
- 옛날은 아름다운 거리였다고 말해도, 누가 믿을까. (아무도 믿지 않을 것이다)
- 그 사장의 경영방침의 탓으로, 얼마나의 노동력이 희생이 된 것인가. (대부분이 희생이 되었다)

부정 표현이 되는 것이 많지만, 긍정 표현이 오기도 한다.
반어적 찬사의 용례
- 이런, 대단히 정중한 취급이다. (매우 심한 취급이다)
- 너의 달필인 글자는 상사에게 보이게 하는 것은 조금….
- 자금력으로 거물 선수를 모으고 있고, 그런 스타 군단이 질 리 없지요.

외관은 긍정문이지만, 내용은 만송곳 야유를 섞은 반어가 되고 있다. 광의로는 야유법이라고도 할 수 있지만, 차이는 장점을 말해 두면서 그 장점을 내면에서 부정하고 있는 점이다.
반어적 기대의 용례
- 너가 회사를 그만둘지는 스스로 결정하는 것이다. 너의 실적은 위도 높게 평가하고 있다. 게다가, 너의 접객을 기대하고 있는 손님도 많이 있고.

공식상은 긍정하고 있지만, 실제는 '회사를 그만두지 말아라'라고 강하게 상대에게 호소하고 있는 것을 안다.
반어적 완화의 용례
- 기다린, 이라니 생각하지 않았어. 일전에 많이 기다리게 한 빌린 것이 있기도 하고.

야유도 자조도 포함되지 않지만, 능동과 수동의 관계가 역전하고 있어, 여기에서는 기다리게 된 상대가 감히, 자신으로부터 기다리기로 했다고 반전해 표현하는 것으로, 체재의 나쁜 상대의 입장을 부드럽게 바꾸고 있다. 물론, 상대에 있어서도 기다리게 하는 것에 대하고 대여를 만든 기억같은 건 없을 것이지만, 결국은 '피차일반이야'라고 호소하고 있게 되어 있다.
반어적 부인의 용례
- 이후의 그의 활약은, 감히 여기서 쓸 필요도 없을 것이다.

반어적 기대의 역. 표현상에서는 부정이지만, 문장상에서는 올바른 것을 말하는 긍정이 되고 있다.

## 요청
대상물과의 밀접한 관계를 나타내는 수법. '~' 등의 형태가 되는 것도 많다.

## 파라레리즘
전체에 일정한 패턴을 주는 목적으로, 2 이상의 문장의 부분에 유사한 형식을 주는 것. 대구법, 평행 구조, 평행체, 병행체라고도 말한다.
히브리어의 성서, 한시에서 시작해 광범위하게 사용된다.

### 대구
한시나 속담에서 사용되는 경우는 '대구'라는 말이 충당된다. 2 이상의 어조가 맞는 구를 대조적으로 이용한다.
원래는 한문의 병려문에서의 테크닉의 하나로, 일본어에서는 한자, 한문의 전래와 함께 사용되게 되어, 현재에도, 일본어의 표현 방법으로서 무의식 중에 사용되고 있다.
예로서
- 밖에 저것들, 요니츠타 붙이는 것은, 히사카타의 엿으로서는, 마련하는 공주로부터 시작되어, 어머가 네노츠치으로서는, 스사노를 마셔 일요리조 일어나 찬다. (고금 단가집)
- '기원 정사의 종의 소리, 제행 무상의 서로 영향을 주어.사라 후타키의 꽃의 색, 성자 필쇠의 리를 결점하스.' (헤이케 이야기)

등이 있다.
4자 숙어에서의 예는 매거에 짬이 없다. 두 개의 두 글자 숙어를 대상으로 하는 예가 많다.
- 온고지신
- 지리멸렬
- 남선북마
- 천변만화
- 사분오열
- 검림탄우
- 화혼양재
- 부청멸양

## 압운
시가 등에서 같은 소리를 정해진 장소에 반복해 사용하는 것 (= 운을 밟는 것). 어구의 머리의 소리를 가지런히 하는 것을 두운, 어구의 마지막이나 줄 끝을 가지런히 하는 것을 각운이라고 한다.
- やわらかに柳 (やなぎ) あをめる北上 (きたがみ) の
岸辺 (きしべ) 目に見ゆ
泣けとごとくに (이시카와 다쿠보쿠)

상기의 예는 두운이다.

## 어구의 삽입
괄호나 리더, 데쉬 등을 사용해, 이야기꾼이 설명을 보충하거나 변명하거나 하는 표현.
설명 보충의 용례
- 적어도, 그가 생도회장에 적당하다고 생각한다 (라고 해도, 비슷비슷하지만).

괄호로 설명을 보충하는 것으로, 요점은 어느 쪽으로도 같을, 쌍방 적당하지 않다고 생각하는 제삼자의 심리를 읽어낼 수 있게 된다.
변명의 용례
- 그는 (시기 상조라고는 생각하면서), 사장에게 신사업에 대해 제안해 보았다.

괄호를 넣지 않아도 문장의 내용은 다니고 있다. 이를 괄호에 포함하는 것으로, 주어의 인물의 주저 (건방짐이 아닐까 라는 염려가 있었다는 변명)가 보다 분명히 투각 되게 된다.

## 생략법
문장이나 회화의 일부를 생략하는 것. 서양 수사학에서는, 생략 된 요소는 문맥 등에서 추단 한편 복구할 수 있다. 내용을 단축하는 목적으로 사용되는 것이 많다. 멍에 어법도 그 일종이다.
문학의 기법으로서 여운을 남겨, 독자에게 계속을 연상 시키는 의도적인 생략 (Purposeful omission)도 있다. 오로지, 생략한 부분에는 데쉬나 리더가 사용된다.
- 용례

그의 생활 모습은 매우 사치스럽다. 고급 외제차, 손목시계, 보석장식품, 그리고 소쇄한 저택….
상대의 사치스러운 생활 모습의 일례를 열거하고 있지만, 감히 전부 들 필요가 없기 때문에, 두드러지는 것만을 뽑고 있어 동시에 그 상대에 대해서, 강한 감탄을 호소하고 있다.
저 녀석만큼 좋은 놈은 없었다. …그런데, 어째서 저런 싸움을 했을까.
문맥상에서는, 리더를 생략 해도 의미는 통하고 있다. 그러나, 감히 리더를 넣는 것으로, 그 사이에 주어의 인물이 안고 있는 회한, 곤혹의 생각을 독자에게 호소하는 구조가 되어 있다.
전쟁으로 완전히 모두 불탄 거리-. —그 때부터 수십년, 그 무렵을 알고 있는 사람은 적게 된-.
데쉬가 빈번히 이용되는 예. 데쉬로 재해 도시의 경력, 한 층 더 거기로부터 안은 작자의 감정 모두를 생략해, 보다 강한 감정을 독자에게 호소하게 되어 있다.
또, 만화나 소설 등에서는 '…' 등 상대의 회화나 송풍에 리더만이 이용되는 일이 있다. 이는 말로는 표현하기 어려운 감정을 추상적으로 표현한 것이다.
멍에 어법의 용례
모두가 우승을 칭송했다. 감독이나 코치도 관중도, 그리고 진 라이벌마저도.
멍에는 마차에 다는 쇠장식이지만, 원의인 Zeugma를 직역한 것이다. 요점은 반복이 되는 술어를 하나에 묶는 것으로, 도치 표현이 되는 것이 많다. 여기를 하나에 묶지 않은 경우,
감독도 우승을 칭송했다. 코치도 우승을 칭송했다. 관중도 우승을 칭송했다. 그리고 진 라이벌마저도 우승을 칭송했다.
라고 꽤 끈질긴 문장이 되지만, 이러한 기법도 있다 (→ 후술: 다다미 구법)

## 완서술 방법
말하고 싶은 것을 원 돌려에 말하고, 다른 의미를 강하게 하는 표현. 예문을 다음에 든다.
- 나는 야구가 싫다고는 말하지 않는다.

주어의 인물은 야구를 싫지 않지만, 좋은 인상을 가지고 있지 않다. 거기에는, 무엇인가 본인에게 납득할 수 없는 부분이 있어, 상대에게 강하게 호소하고 있는 것은, 그 납득할 수 없는 부분이다.
- 음, 오늘은 이 정도로 할까.

만담의 정평빠짐이지만, 이것은 완서술 방법의 하나이다. 본인에게는, 상대의 솜씨를 보기는커녕, 안고지는 일을 당하고 있는 것으로 있지만, 감히 이렇게 대답하는 것으로, 불리한 싸움으로부터 도망을 도모하면서도, 자신의 체면을 고집이라도 지키려 하고 있는 것이다.

## 점층법
같은 일에 대해서, 서서히 표현을 강하게 해 가는 수법. 또, 스케일을 서서히 줄여 가는 표현을 반점층법이라고 부르는 일이 있다.
점층법의 용례
- 매우 강한 흔들림이었다. 방은 완전히 흩어져 버렸다. 문이 열리지 않아, 창을 비틀어 열고 밖에 나와 보면 무심코 숨을 삼켰다. 주위의 집이란 집이 일제히, 눌러지고 있다. 마음을 침착하게 해 잘 보면, 먼 곳에 수증기와 연기가 자욱하지 않은가.

이 일련의 문장은, 어디까지나, 자신이 체험한 대지진에 대한 이야기이다. 처음은 자신의 집만이라고 생각한 곳이, 점점 피해의 실태와 규모의 크기를 눈앞에 해 가는 님을 상대에게 호소하는 구조가 되어 있다.
반점층법의 용례
- 세계의 톱 애슬리트가 모이는 올림픽. 그 선수가 되기 위해 호를 깎는 전국의 맹자들. 그리고, 여기에 무모하게도 대무대를 꿈꾸는 작은 남자가 있었다.

서서히 세계, 국가, 그리고 1 지방으로 점차 스케일이 줄어들고 있는 것을 안다. 이 문장에서는 별로 남자에게 트집잡을 생각은 없고, 반대로 성공담으로서 독자의 기대감을 부추기는 표현이 되고 있다. 이것에 빠짐을 붙였을 경우는 점강법 (후술)과 구별되는 일이 있다. 그렇지만, 반점층법과 점강법의 원의는 같은, Anticlimax (영)이다.

## 대조법
같은 입장, 조건에 대해 완전히 반대의 표현을 사용하는 수법. 이하는 예문이다.
- 저 녀석은 여자에게는 단 버릇, 우리들에게는 힘들다.
- 너, 이 상태로는, 곧바로 그 신입에 추월해져 버려.

이 예문에서는 문장이 생략되었지만, 분명하게 유능한 신인과 대비하고 있는 것이 자명하다. 또 반어에는 이러한 표현도 있다.

## 부연 (늘지 않아)
간단하게 설명할 수 있는 말을 길게 말해 의미를 강조하는 방법이다. 이하는 예문이다.
- 이 산은, 일찍이 많은 등산가들을 거절해 왔을 정도로 험하다.

말하고 싶은 것은 '이 산은 위험'이라는 것 뿐이지만, 얼마나 위험한지 말하는 것을 강조하기 위해, '많은 등산가들을 거절해 왔다'라는 표현이 더해지고 있다.

## 패러디
지명도가 높은 기사나 사건 등을 차용해, 문장을 재밌게 이상하게 하거나 사물을 야유, 풍자하는 표현.

## 첩어법·다다미 구법·같은 음법
말을 거듭하는 것으로, 의미를 강조하는 수법.
- 1시간 지나, 아직 오지 않는다. 그리고 30분, 아직 오지 않는다. 언제까지 지나도, 그는 아직 오지 않는다.

첩구. '아직 오지 않는다'라는 구를 늘어놓아 실컷 애타게 기다리고 있는 것을 강조.
- 이거이거, 이걸 갖고 싶었다.

첩어. 이렇다 할 말을 늘어놓아 이것에 해당하는 물건을 갖고 싶었던 것을 강조.
- 텅텅텅텅텅…, 무수한 작은 돌이나 력이 절벽 절벽으로부터 미끄러져 떨어져 간다-.

같은 음. 의음을 늘어놓는 것으로, 그 정도를 강조.

## 의혹법
애매한 논술을 의도적으로 이용하는 수법. 단호한 회답을 싫어할 때 외, 결론을 가지지 않았지만, 특정 대상을 강조하려 할 때에도 이용된다. 망설임의 문법으로 포함된다고 여겨져 사토우마코토부 외 '리토릭 사전'에서는 주로 5개의 용례가 있다.
불적확한 객관 표현에 의한 의혹법의 용례
- 어른이라고 부르기에는 아직 천진난만한, 하지만 아이라고 부르기에는 씩씩한, 소년은 그런 풍격이 감돌고 있었다.

같은 일을 두 개 늘어놓는 것에 의해서, 작자가 정말로 형용하고 싶은 동안의 표현을 확립 시키려고 하고 있다. 따라서, 이 둘의 머지않아가 빠져도, 문장이 성립하지 않는다.
불확한 주관 표현에 의한 의혹법의 용례
- 시험의 결과는 빨리 알고 싶고, 알고 싶지도 않다.

이것은 주어의 인물의 마음의 딜레마이며, 아마 '알고 싶지 않다'라는 것은 자신이 없다고 엿볼 수 있다. 그러나, 실제 어느 정도 득점했는지를 알고 싶은 것도 사실이다.
복수 평가에 의한 의혹법의 용례
- 스포츠에서 소중한 것은 공격인가 방어인가, 공격을 대사라고도 말할 수 있고, 방어를 대사라고도 말할 수 있다.

의혹법에는 비교 표현의 우열을 붙이고 싶지 않은 경우에 이용하는 것이 많다. 아마, 상대는 흑백 붙인 결론을 바라고 있을 것이지만, 주어의 인물은 대답을 얼버무릴 뿐이다. 그것이 결과적으로 사람 각자의 여러 가지 평가에 맡길 수 있는 것이라고 결론 짓고 있다.
자기부정을 수반한 의혹법의 용례
- 어릴 적 살고 있었던 시골이 그립고, 문득 생각해 낸다. 대단한 시골에서, 교통도 불편하고, 근처에 가게는 하나도 없고, 친가의 고물가는 누수도 언제나였지만….

후반만이라면 어릴 적 살고 있던 시골에 대한 푸념 밖에 파악할 수 없지만, 그것을 감히 어른이 된 지금, 추억으로서 소생하게 하고 있는 것으로, 부의 측면을 상쇄해 남을 정도의 강한 감정을 독자에게 호소하고 있다. 하지만, 구체적으로 어릴 적의 시골의 무엇이 좋았던 것일까, 작자 중에서도 감정이 막연히 하고 있기 때문에, 반어와 같이 자기부정이 담겨진 문면이 되어 있어, 또 파악하기에 따라서는 정말로 시골의 생활이 좋았던 것일까 자문 자답하는 내용으로도 받아 들인다.
자의식이 강한 의혹법의 용례
- 그 녀석은, 천연덕스럽게 시치미를 뗀 놈이지만, 언제나 근처에 있고, 나의 옆에서 웃어 준다.

전술한, 특정의 대상을 강하게 인상을 남기는 방법. 이것은 주어의 인물이 상대에 대해, 호의를 가진 인물을 은근히 암시하고 있지만, 본인은 자의식 과잉 기색에 상대에 대해서 특정의 대상을 강하게 호소하고 있는 것이 읽어낼 수 있다.

## 과장법
말하고 싶은 것을 강조해 과장되게 말하는 수법.
- 천지가 뒤집혀도 그것은 있을 수 없다.
- 죽어도 이 토지는 손놓지 않는다.
- 귓구멍 열고 잘 들어라.

등.

## 열거법·열서술 방법
특정 대상에 대해 관련성이 있는 단어, 혹은 문장을 연달아 늘어놓아 강조하는 수법.
열거법의 용례
- 지구 온난화, 오존층 파괴, 삼림 벌채에 산성비, 지구를 둘러싸는 환경 문제는 열거하면 끝이 없다.

열서술 방법의 용례
- 이 호텔이 영업하고 있었을 무렵은 이 근처도 활기차 있었다. 그러나, 한 때의 번영은 몰라볼 정도로 초췌하다. 근처에 인기는 전혀 없고, 어슴푸레하다. 건물의 콘크리트는 완전히 헛되이 죽고 있다. 외벽에는 무수한 만이 감기고 있다. 누군가가 침입했는지, 끔찍하게 유리창도 두드려 나누어지고 있다.

## 사적 현재
'역사적 현재'라고도. 과거의 사건을, 마치 방금 행해지고 있는 것 같이 써 나타내는 수법.

## 당착 어법
당착법이라고도 한다. 서로 배반하는 두 개의 진리를 연결하는 용법. 하나의 어구가 되고 있는 예도 많다.
- 용례

정중하나 무례함 (은근하고 친절해서 예절을 분별하고 있는 것. 무례하다고는 예의 모르는 일. 정중하나 무례함으로 공식상은 경의를 표하고 있는 것 같고, 마음의 리로는 상대를 업신여기고 있는 모습을 말한다)
필요악 (본래 악은 필요하게 되지 않지만, 사회, 혹은 기구를 작동시켜 가는데 있어서, 희생해야 하는, 묵인해야 하는 부분도 존재하는 것)
등.

## 돈강법/점강법
여러 가지 긍정적인 문면을 열거해 두고, 마지막에 빠짐이 되는 말을 넣는 것으로, 전체를 부정하거나 우스운 표현을 하는 방법. 점층법의 일종이라고 보여진다. 돈강법의 경우는, 일단 북돋워 두고 나서 단번에 떨어뜨리는 경우가 많다. 대하고, 단계적으로 빠짐을 이용하는 수법은 '점강법'이라고 부르고 있는 학자도 있지만, 반점층법 (Anticlimax) → 전술: 점층법의 일역인 경우와 돈강법 (Bathos)인 경우가 있어, 꽤 혼동하기 쉬워지고 있다.

### 돈강법
골계 표현의 용례
- 광동 요리는 온갖 것이 식품 재료가 된다. — 다리가 나 식품 재료가 되지 않는 것은 사람과 책상 정도인 물건이다.

사람이 기술되고 있는 것은 편의상이지만, 빠짐이 되고 있는 것은 식품 재료가 되자는 두도 없는 책상이 포함되어 있는 점이다.
전체 부정의 용례
- 이 대작 영화는 굉장하다. 독특한 세계관, 거물 배우의 기용, 세트의 호화로움, 화제성, 어떤 것을 취해도 불평은 없을 것이다. 단지, 스토리가 몹시 치졸하지만.

이 평론가를 호소하고 싶은 것은 물론, 마지막 빠짐의 부분이며, 결국쇄말적인 것은 평가해도, 근본이 안되어서 작품 자체는 전혀 평가되어 있지 않다고 알 것이다.

### 점강법
관례성이 있는 임의의 대상에 대해서 계층화를 실시해, 마지막에 빠짐을 가져오는 수법. 콩트나 만화에서 빈번히 이용되는 삼단하락도 점강법이다.
점강법의 용례
- 지진, 번개, 불, 아버지.

옛부터 말해지는 이언이지만, 1위, 2위, 3위의 뒤, 4위에 크게 떨어져진 대상을 가져오는 수법으로, 골계 표현을 자아내는 것이 많다. 여기에서는, 실제 부친이 엄격한 존재였다는 상징도 있지만, 자연의 경이와 단순한 한 개인을 비교하고 있는데 큰 낙차를 볼 수 있다.
- A '복권에서 3억 원이 당첨되면 무엇을 사고 싶어?'

B '외제차'

C '보석'

D '복권 3백만 장'
이 콩트와 같이, 떨어져 이외의 대상은 계층화가 발생하지 않고 (소망으로서 외제차도 보석도 동등이라고 봐 좋기 때문에), 평행선으로부터 급락하는 경우도 있지만, 이것도 점강법으로 분류된다.

## 묵설
생략법과 구별된다. 말을 시작해 두면서, 격정, 절도를 억제하기 위해, 굳이 말을 탁해지게 해 문장을 완결시키지 않는 수법. 생략 된 부분은 암묵의 안고, 독자에게 알아 있거나, 또 상상을 부풀리는 것도 있다. 또, 제일 소중한 부분을 일부러 늦추는 경우나 반대로 문장의 도중을 중단하는 용례, 묵설한 부분을 지문으로 보완하는 경우도 있어, 이것을 '대망법' '역중단' '암시 묵과' 등이라고 번역하고 있다.
묵설의 용례
- 자신을 이군에게 떨어뜨린 그 코치를 허락할 수 없다. …반드시 곧 …곧 되돌아봐 주기 때문에 기다리고 있어!

여기에서는 반골 정신 넘치는 그 강한 감정이 모두 생략 되고 있다. 그러나, 독자라면, 그 중에 소용돌이치고 있는 분한 기분을 은근히 읽어낼 수 있을 것이다.
미결/대망법의 용례
- 매일 저녁, 막차 근처까지 일이 다가온다. 있을까 말까한 휴일도 갑자기 불려 간다. 직장의 상사도 자신은 아무것도 할 수 없는 버릇, 타인을 꾸짖는 것만은 일인분이다. 어째서, 이런 회사에 자신이 있을까. 할 수 있다면, 지금부터 모두를 버리고 해외에라도 나가고 싶다.

제일, 소중한 말은 '나가고 싶다', 즉 회사를 그만두고 싶다는 부분이다. 그러나, 그것을 모두에 두지 않고, 말미에 두는 것으로, 문장으로서는 완결하고 있지 않고, 어디까지나 주어의 인물의 소망, 대망에 머물고 있는 것을 읽어낼 수 있다.
공간 설정/역중단의 용례
- 나는, 그녀에게 따뜻하게 해 온 마음을 고하기로 했다.

… 그녀는 조용하게 코쿡과 수긍했다.

아마, 고백이나 프로포즈의 장면이며, 여기에서는 등장 인물의 대사가 모두 생략 되고 있지만, 전자와 달리, 결론만이 제대로 표현되고 있다.
암시 묵과/암시적 간과법의 용례
- 은사와의 이별이 와도, 눈물을 보여선 안 된다. 그는 언제까지나, 자신의 성장을 지켜봐 줄 거야.

여기에서는 정말로 '눈물을 보여선 안 된다'것은 아니고, 많이 슬퍼하는 것이 당연하다는 의미이다. 이와 같이 말로는 부정문이라도, 내용은 긍정이 되고 있는 경우가 있다.
황응이나의 수사학자의 용례
- 그녀의 손요리를 먹어치우는 것은 겨우라고 하는데, 이것만큼은…. 그는 쏜살같이, 세면실을 향해 갔다.

황응이나와는 '더욱 더'라는 의미로, 같은 사전에서 사사키 켄이치가 보충을 마련하고 있다. 상황으로서는, 등장 인물의 '그녀'는 요리에 약하다고 읽어 잡히고 그것을 먹는 '그'는 어느 정도는 어떻게든 익숙해져 있지만, 유석에 '이것'은 먹을 수 없었다고 하는 결론이다. 이것만큼은…의 다음은 생략 되고 있지만, 후의 그의 요리로부터 돌리는 행동이 기술되고 있으므로, 암시된 내용은 파악할 수 있을 것이다.

## 군말법
하나의 일에 대해서, 필요 이상의 말을 이용하는 기법. 문법적으로는 잘못이라고 지적되는 일이 있지만, 어느 목적을 가지고 의도적으로 이용하는 것이 많다.
용례
- 지금 일어난 것을 이 자신의 눈으로 제대로 보았어.

일부러 이 눈이라고 말하지 않아도 그것은 주어의 인물의 눈이라고 알 것이지만, 군말을 이용하는 것으로, 보다 분명히 지금, 현실에 이렇게 보았다고 주장되게 된다.
- 그 개운치 않은 남자가 이번에 결혼한다고 들었다. 그 어둡고, 꼴사나운 남자가 결혼한다니?

남자의 평가는 '개운치 않다'로 일단 표현되고 있으므로, 후의 표현은 군말이라고 할 수 있지만, 보다 주어의 인물의 의심해 깊은, 믿을 수 없다는 경탄의 마음이 부조 된다.
- '그런 금년이라고도 의미가 없다. 무의미하다. 쓸 데 없다.'

코치는 그렇게 일축했다.

의미가 없는, 무의미, 헛됨은 모두 같은 말이며, 과잉인 표현이다. 그러나, 감히 이중, 삼중에 표현을 하는 것에 의해서, 그 무의미라는 표현을 강조할 수 있다. 이러한 표현을 군말법 중에서, 원의 perissology《영》에 대해서 '무효 군말'이라고 번역하고 있어 '표현 과잉' 등으로 분류하고 있는 학자도 있다.

## 전용 어법
상대에게 전하고 싶은 것을 강조하기 위해서, 통상 사용하는 문법 형식 대신에 다른 형태를 사용하는 수법

## 같이 보기
- 수사학자
- 당착 어법
- 궤변
- 열 두 가지 재주 가진 놈이 저녁거리가 없다(영어판)

## 참조 문헌
- 사토우마코토남편·사사키 켄이치·마츠오대 (2006). 《리토릭 사전》. 다이슈칸 서점. ISBN 9784469012781.

### 고전
- 아리스토텔레스 '변론방법'일본어 번역: 토츠카 시치로우 (이와나미 문고)
- Cicero '변론집에 도착해'일본어 번역: 오오니시 히데후미 (이와나미 문고)
- 쿠인티리아누스 '변론가의 교육'일본어 번역: 코바야시 히로시영 (메이지 도서 출판) /일본어 번역: 모리야우일 · 와타나베 코지 · 토다카 가즈히로 (교토 대학 학술 출판회·서양 고전 총서.현재 1권만)
- 디오뉴시오스/데메트리오스 '수사학자 논집'일본어 번역: 키소 아키코 · 토다카 가즈히로·와타나베 코지(교토 대학 학술 출판회·서양 고전 총서)

### 현대 (해외)
- Baldwin, Charles Sears (repr. 1959) Ancient Rhetoric and Poetic: Interpreted from Representative Works. Gloucester: Peter Smith.
- Henry Caplan (tr.)(1954) Rhetorica ad Herennium. Loeb Classical Library. Harvard University Press.
- Corbett, Edward P.J. (1971) Classical Rhetoric for the Modern Student. New York: Oxford University Press.
- Kennedy, George (1696 (4th print)) Art of Persuasion in Greece. Princeton Univ Press, 1969.
- Lanham, Richard A. (1991) A Handlist of Rhetorical Terms. Berkeley: University of California Press.
- Mackin, John H. (1969) Classical Rhetoric for Modern Discourse. New York: Free Press.

### 현대 (일본)
- George Lakoff & Mark Johnson저·와타나베 쇼우이치, 쿠스세 쥰조우, 시타야 카즈유키((뜻)이유)(1986) '리토릭과 인생'다이슈칸 서점.
- 야마나시 마사아키(1988) '비유와 이해'(인지 과학 추천도서) 도쿄대학 출판회.
- Janet Martin Soskice저·코마츠 카요코((뜻)이유)(1992) '은유와 종교 언어'타마가와 대학 출판부.
- Wolfgang Harnisch저·히로이시 노조무((뜻)이유)(1993) '예스의 비록 이야기-은유적 비록 해석의 시도'일본 기독 교단 출판국, ISBN 4818401293.
- 오하라 카츠히로(1994) '신이해에의 은유적 어프로치', '기독교 연구' 제56 각권 1호.
- 나카무라 아키라 (1995) '비유 표현 사전'카도카와 서점.
- 세토 켄이치(1995) '은유 사고'코단샤 현대 신서.
- 츠지 유키오 (2001) '말의 인지 과학 사전'다이슈칸 서점.
- 이시카와 요시코(2001) '말과 의미-은유·광고를 통해'리벨 출판.
- Northrop Frye저·야마가타 카즈미((뜻)이유)(2001) '힘으로 가득 찬 말-은유로서의 문학과 성서'총서·성게 베루시 타스, 호세 대학 출판국, ISBN 4588007262.
- 츠지 유키오 (2002) '인지 언어학 키워드 사전'연구사.
- 타니구치 카즈미(2003) '인지 의미론의 신전개-은유와 메트니미'연구사.
- 세토 켄이치(2005) '잘 아는 비유-말의 뿌리를 더 알자'연구사.
- 하시모토 이사오·야기하시굉용(2006) '성서의 은유 분석' '인문과학 논집'vol. 40. .
- 남 봐 효 (2007) '은유 연구의 최전선'양서점.
- 야마나시 마사아키(2007) '비유와 이해(컬렉션 인지 과학)'도쿄대학 출판회.
- 하시모토 이사오·야기하시굉용(2007) 'metaphor와 메트니미의 상호작용:성서를 읽어 푸는 인지 메커니즘' '인문과학 논집'vol. 41. .
- 야마나시 마사아키(편집) (2008) '개념화와 의미의 세계 인지 의미론의 어프로치'연구사.
- 니시카와 히데카즈(2008-) '냉전 리토릭의 형성 과정 트르만 대통령의 리토릭 전략을 중심으로—'(와세다 대학 모노그래프 14)html[깨진 링크(과거 내용 찾기)]
- 하시모토 이사오·야기하시굉용(2011) '성서와 비유'케이오 기쥬쿠 대학 출판회, ISBN 4766417661 {{isbn}}의 변수 오류: 유효하지 않은 ISBN..